# スティーブ・ウォー
ステファン・ロジャー・ウォー（英: Stephen Rodger Waugh AO、1965年6月2日 - ）は、オーストラリア・ニューサウスウェールズ出身の元プロクリケット選手。元オーストラリア代表。ポジションはバッター。歴代のオーストラリアを代表する選手の一人である。